# Cantón de La Unión
La Unión es el tercer cantón de la provincia de Cartago, en Costa Rica, siendo el más pequeño de los ocho que la componen, pero el más densamente poblado.  Su cabecera es la ciudad de Tres Ríos.

## Toponimia
Cerca del distrito de San Diego se encuentra la confluencia de los ríos Tiribí, Chiquito y La Cruz. Esta particularidad geográfica ha sido tradicionalmente utilizada para explicar el origen del nombre histórico del distrito principal y de la ciudad cabecera: Tres Ríos de La Unión (ya que el cantón es La Unión y el distrito es Tres Ríos).
Otra versión sostiene que el nombre proviene de una misión religiosa guatemalteca que se instaló originalmente en el lugar, acompañada por indígenas de distintas etnias.
Mucho antes de su declaratoria como Cantón Tercero de la provincia de Cartago —ocurrida el 7 de diciembre de 1848— La Unión recibió diversos nombres: Pueblo Nuevo, Pueblo de Nuestra Señora del Pilar de los Tres Ríos, La Villa y, posteriormente, La Villa de La Unión. Todos estos fueron reconocidos históricamente antes de su formalización como cantón.

## Historia
Sus primeros fundadores, estos indígenas, iniciaron su llegada al territorio de La Unión (se desconoce el nombre que recibía en aquella época), entre los años 1717, y ya para 1725 se notaba una población más abundante.
En la época precolombina el territorio que actualmente corresponde al cantón de La Unión, estuvo habitado por indígenas del llamado reino huetar de Oriente, que fue dominio del cacique Guarco. A inicios de la Conquista el cacique principal de la región era Correque, hijo de Guarco. 
En el siglo XVIII algunos curas doctrineros, procedentes de ciudad Espíritu Santo de Esparza, que venían acompañados de indígenas de Talamanca, se dirigían a Ciudad Cartago y en su paso se establecieron en el valle de los Tres Ríos, como se le llamaba en esa época al lugar; el cual hallaron tan de su agrado, que se establecieron ahí, dando origen a una población más estable. Construyeron una pequeña ermita que se le dedicó a la Virgen del Pilar, cuya imagen había regalado monseñor Heredia, por lo que al incipiente poblado se le denominó Nuestra Señora del Pilar de los Tres Ríos o simplemente pueblo del Pilar. 
La primera ermita quedó concluida en 1751, construida por Fray Antonio Murga; en 1760 se convierte en Ayuda de Parroquia. El terremoto de 1841 destruyó la iglesia. En 1855 se concluyó la construcción de un nuevo templo. En el episcopado de Monseñor don Joaquín Anselmo Llorente y Lafuente, primer Obispo de Costa Rica en el año de 1869, se erigió la parroquia, dedicada a Nuestra Señora del Pilar; la cual actualmente es sufragánea de la arquidiócesis de San José, de la provincia Eclesiástica de Costa Rica.
En 1771, el poblado tenía una iglesia, un convento; 45 casas, un cabildo. En el censo realizado en 1801 en Costa Rica, esta población contaba con 212 indios, 57 mestizos, 80 mulatos y 15 españoles. 
En decreto ejecutivo N.° 41 del 8 de julio de 1825, en el gobierno del primer jefe de Estado, don Juan Mora Fernández, se sustituyó la denominación de pueblo de los Tres Ríos, por el de pueblo de Nuestra Señora del Pilar de La Unión. En ley N.° 63 del 4 de noviembre de 1825, La Unión fue un pueblo del distrito de Cartago del Departamento Oriental, uno de los dos en que se dividió, en esa oportunidad, el territorio del Estado. En el Registro de Linderos de los barrios y cuarteles del Departamento de San José, de 30 de noviembre de 1841, El Pilar y Concepción fueron cuarteles del barrio Curridabat. En la administración de don José María Castro Madriz el 7 de diciembre de 1848, en ley n.º 37, se le otorgó el título de Villa al pueblo de La Unión. En la segunda mitad del siglo XX, en ley No 4574 del 4 de mayo de 1970, se promulgó el Código municipal, que en su artículo tercero, le confirió a la villa la categoría de ciudad, por ser cabecera de cantón. 

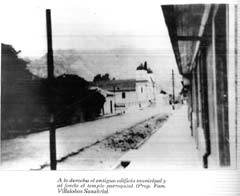
Tres Ríos de inicios del.

Los indígenas que habitaban la región cedieron un terreno de su propiedad para que con el producto de la explotación se sostuviera una escuela de primeras letras. En enero de 1877, se estableció una escuela de primeras letras financiada por la Municipalidad que en un principio se separó formando dos unidades, una para varones llamada Escuela Juan de Dios Céspedes y otra para niñas denominada Escuela Adela Rivas de Fonseca; luego ambas escuelas se unieron para formar la Escuela Central de Tres Ríos. El edificio actual fue construido en 1942, en la administración de don Rafael Ángel Calderón Guardia. En marzo de 1967, en el gobierno de don José Joaquín Trejos Fernández, inició actividades docentes el colegio con el nombre de Liceo La Unión; en 1971 se cambió la denominación por Liceo Mario Quirós Sasso. 
En 1878 la Municipalidad dispuso organizar el alumbrado público para las cuatro cuadras principales de la calle real. El alumbrado eléctrico se estableció en 1916, mediante contrato efectuado entre la Municipalidad de La Unión y la empresa Felipe J. Alvarado y Co., en el gobierno de don Alfredo González Flores. 
La primera cañería se instaló en 1882, en la segunda administración de don Tomás Guardia Gutiérrez.
Fue declarado oficialmente mediante Decreto Legislativo N.º 167 del 7 de diciembre de 1848 (176 años) como el cantón número tres de la provincia de Cartago, con un distrito parroquial; amparado en la Constitución Política del 30 de noviembre de 1848, que en su artículo 8°, establece por primera vez las denominaciones de provincia cantón y distrito parroquial, por lo que La Unión es uno de los cantones más antiguos de Costa Rica. 
Se debe tomar en cuenta, que el Cantón es La Unión, y no como en ocasiones incorrectamente lo denominan Tres Ríos, sin considerar que Tres Ríos es el distrito primero del Cantón de La Unión, y que su decreto fue de declaratoria de cantón y no de su fundación.  

## Ubicación
Los límites del cantón son:
- Norte: Montes de Oca
- Oeste: Curridabat
- Este: Cartago
- Sur: Desamparados y Cartago

## Geografía
Cantón de La Unión cuenta con un área de 44,18 km² y una altitud media de 1407 m s. n. m.
La anchura máxima del cantón es de nueve kilómetros, en dirección noroeste a suroeste, desde la Planta Eléctrica María del Rosario, en el río Tiribí, hasta la confluencia de los ríos Damas y Azul.
El sistema fluvial del cantón de La Unión corresponde a la vertiente del Pacífico del país, específicamente a la cuenca del río Grande de Tárcoles.
El área es drenada por el río Tiribí, al que se le unen los ríos Chiquito, Chagüite, Bosque y las quebradas Monte, Carpintera, Fierro, Cantillo y Vega, lo mismo que por el río María Aguilar con sus afluentes el río Salitrillo y quebrada Granadilla; también por el río Torres, y las quebradas Chorro y Quebradas. Los citados cursos de agua, excepto los ríos Tiribí, Chiquito y la quebrada Fierro, nacen en La Unión, en los cerros La Carpintera y Alto Coris; los cuales presentan un rumbo de sur a norte y de noreste a suroeste. El río Torres y la quebrada Chorro, son límites cantonales; el primero con Montes de Oca, y el segundo con Desamparados, ambos de la provincia de San José.

## División administrativa
El cantón de La Unión se divide políticamente en ocho distritos:
1. Tres Ríos
2. San Diego
3. San Juan
4. San Rafael
5. Concepción
6. Dulce Nombre
7. San Ramón
8. Río Azul

## Demografía
Para el año 2022, Cantón de La Unión cuenta con una población estimada de 99 539 habitantes, y para el último censo efectuado, en 2011, Cantón de La Unión contaba con una población de 99 399 habitantes.
De acuerdo al censo nacional del 2011, la población del cantón era de 99 399 habitantes, de los cuales, el 9,7 % nació en el extranjero. El mismo censo destaca que había 26 979 viviendas ocupadas, de las cuales, el 69,7 % se encontraba en buen estado y había problemas de hacinamiento en el 4,7% de las viviendas. El 97,0% de sus habitantes vivían en áreas urbanas.
Entre otros datos, el nivel de alfabetismo del cantón es del 98,6%, con una escolaridad promedio de 9,5 años.
El mismo censo detalla que la población económicamente activa se distribuye de la siguiente manera:
- Sector Primario: 1,8%
- Sector Secundario: 20,1%
- Sector Terciario: 78,1%

## Cultura

### Escudo

Escudo oficial del cantón de La Unión, Cartago, Costa Rica

El escudo del Cantón de La Unión, fue declarado oficial el 5 de setiembre de 1975. Por un convenio entre el gobierno de España y el IFAM (Instituto de Fomento y Asesoría Municipal) se acordó dotar a todos los cantones de nuestro país de su escudo, llevando a cabo un concurso de participación ciudadana con algunas reservas de los propulsores del proyecto, España.  De manera que esto último no viene a dar en alguna medida la razón en la similitud de la mayoría de ellos, especialmente en la corona que simboliza el legado de la corona.

#### Su significado
1. Legado de la corona de España (listón y corona)
2. Los frailes que reciben la imagen de la Virgen del Pilar
3. Los 8 distritos del cantón (estrellas al lado)
4. El ramo de olivo, símbolo del pacifismo de los habitantes
5. La fecha oficial de declaratoria como cantón (1.848)
6. La Sagrada Biblia, como símbolo tradicional religioso
7. El ramo de café, cultivo del cantón y famoso en el mundo
8. Los tres ríos, identidad y origen del nombre
9. Camino a La Carpintera, montaña emblemática
10. El apóstol Santiago-posible derecho de España
11. Los cerros de La Carpintera, montaña del cantón.

### Bandera

Bandera oficial del cantón de La Unión, Cartago, Costa Rica

La bandera del cantón, fue declarada oficial el 7 de diciembre de 1993. Mediante libre concurso de participación ciudadana que realizó la municipalidad, se logró la definición y aprobación de este importante símbolo. Su proponente fue Diego Armando González Miranda, para esa época, un niño de 9 años y estudiante de la Escuela Central de Tres Ríos.
En la sesión extraordinaria número 442, el Consejo de la Municipalidad de La Unión hace la declaratoria oficial de la bandera. 
La bandera está compuesta de tres colores: Verde, Rojo y Blanco, además se agrega un círculo en la unión de sus colores, que dentro de él representa mediante una estrella cada uno de los 8 distritos del cantón y su escudo oficial.

#### Dimensiones
En su totalidad de 2 metros de largo por 1,2 metros de ancho, tomando como real que la parte verde es colocada al asta con un tamaño de un tercio por el 1,2 m de ancho, y la parte roja será de dos tercios por 1,2 m de ancho.  Su color verde debe ser oscuro mate y su color rojo en un tono fuerte mate.
El círculo de doble línea blanco, se distribuye precisamente donde va la unión de los dos tonos fuertes, centrando su proporción para los dos colores y la distribución del ancho de la bandera.
Se distribuye dentro del doble círculo, 8 estrellas de 3 cm cada una, las cuales cuatro son rojas que se ubican al lado verde y cuatro  verdes,ubicándose al lado rojo en una distribución en círculo proporcionado.

### Himno
Autor Letra:  Luis Aguilar Badilla
Autor de la Música: Fabio Aguilar Hernández
Declarado oficial el 7 de diciembre de 1995
Y publicado en la gaceta #16 del 23 de enero de 1996
Esta tierra de nobles pioneros
Cuyo ejemplo legó tradición,
Fue la villa de los pilaricos
Hoy glorioso Cantón de La Unión.
Sus montañas sus ríos y cielo
Son insignia de inmenso valor,
Respetemos por siempre su nombre
Su bandera su escudo y su honor.
Tierra fértil de grandes virtudes
Con trabajo cosecha el bien,
Es alero de la juventudes
Y reposo de nuestra vejez.
Todos hijos de un pueblo de hermanos
Que acogiera al extraño con fe,
Con afán de que todos unidos
A tu sombra sepamos crecer,
Hoy y siempre orgullosos diremos
Viva el pueblo que nos vio nacer.

### Creencias Religiosas

Nuestra Señora del Pilar

La mayoría de la población del cantón se declara católica de nacimiento, aunque se evidencia un descenso de católicos en las últimas 2 décadas. En tanto, el número de protestantes de diversas denominaciones y ateos incrementó a través de las dos décadas. El cantón tiene 2 parroquias: La parroquia de Nuestra Señora del Pilar (con extensión en siete de los ocho distritos) y la parroquia Inmaculada Concepción de La Unión (que abarca el distrito restante de nombre homónimo). Aunque estas parroquias se localicen administrativamente en Cartago, ambas pertenecen a la arquidiócesis de San José.
Tiene una Patrona Mariana que es la Virgen de Nuestra Señora del Pilar o simplemente, Virgen del Pilar. Su introducción en La Unión se debe a los misioneros y curas doctrineros del periodo colonial. Su día se celebra cada doce de octubre, después de realizarse una novena iniciada el tres de octubre. En la mañana del doce, el día se inicia con una misa a las 6:00a.m. para luego realizar la procesión de las 9:00a.m., la cual recorre el centro urbano de Tres Ríos. El recibimiento de la procesión se da en la parroquia para realizarse otra misa, esta vez a las 11:00a.m. o al mediodía. Durante la tarde se realizan actividades más variadas, si bien mantienen un tinte religioso. A las 7:00p.m. se da un concierto mariano despidiendo el día.
Para Semana Santa se realizan diversas procesiones, misas especiales, veneraciones y demás elementos tradicionales durante buena parte del día, tratando de cubrir todo el horario posible, que ciertamente abarca muchos más días que los que contiene la Semana Santa y sus actividades principales. Estos eventos son visibles en variadas formas que van desde presencia propia, medios como Facebook y televisión local.
Todas las actividades religiosas del cantón incluyen desde niños de preescolar hasta adultos mayores que participan activamente dentro de la parroquia. Ejemplo de esto son las celebraciones de Navidad, Semana Santa, festividades a santos, etc. En ambas parroquias se practica este concepto a veces arduamente.

## Economía

### Café
El café de Tres Ríos se reconoce internacionalmente como uno de los mejores del mundo, por su alta calidad [¿según quién?]. Ésta se debe a la alta fertilidad y composición de los suelos de la región, enriquecidos por los aportes de diversas erupciones del volcán Irazú (la última en 1963) y al balance ideal de humedad de las lluvias y cálidos veranos.
La historia cafetalera inicia en 1875, cuando Juan José Montealegre Gallegos empezó el cultivo del café arábigo en su finca "Aguas Claras", localizada en San Juan .
En 1924 ésta fue heredada por su hijo Rodolfo Montealegre Rohrmoser y su esposa, quienes continuaron cultivando el producto. A través de los años, esta finca siguió siendo heredada y su familia se extendió cada vez más; al mismo tiempo, el éxito logrado fue emulado por otras fincas de la zona, consolidando la actividad en la región.

### Servicios
Debido a un dinámico crecimiento urbano en el área metropolitana costarricense a finales del siglo XX, el uso agrícola del suelo cambia progresivamente obligando a la eliminación de decenas de cafetales para dar lugar a la edificación y urbanización. A pesar de ello, aún se continúa cultivando café para el mercado gourmet del grano.
La economía a partir de entonces, se diversifica en diferentes actividades económicas y ya no depende solo del cultivo de café. El desarrollo urbanístico y la ubicación geográfica, cerca de otros suburbios metropolitanos densamente poblados y a mitad de camino de las ciudades de San José y Cartago, orientan su economía hacia el comercio y servicios, donde destaca la educación privada.

### Prensa local
La Unión posee un periódico de circulación local llamado:"Crónicas de La Unión", cuyo director es el periodista Leonardo Jiménez Campos. El periódico trata temas de importancia cantonal, desde asuntos municipales, personajes del cantón y logros de La Unión.
En enero de 2000, el periodista, tras efectuar varios sondeos en el comercio local y público meta, decide analizar la viabilidad de crear un medio escrito tras múltiples esfuerzos infructuosos por parte de otros vecinos. Como resultado, se conforma el Grupo Periodístico Comunicación Efectiva que decide fundar el Periódico Crónicas de La Unión el 14 de septiembre de 2000.
El primer ejemplar de Crónicas de La Unión fue impreso en los talleres del periódico La República y circuló los primeros días de octubre del año 2000. Su tiraje fue de dos mil ejemplares con doce páginas, cuatro en color y ocho a una tinta. Tanto esta primera edición como la segunda, son impresas en doce páginas. La edición de diciembre de ese año le permitiría aumentar a dieciséis planas con cuatro páginas en color, siendo el tiraje correspondiente a ese mes fue de 3500 unidades. La cantidad impresa y su cuerpo en 16 páginas se mantuvo durante casi un año, hasta pasar de 16 a 20 y 24 planas durante el fin del año 2001. Actualmente se edita entre 16 y 44 páginas y el tiraje oscila entre los 3000 y 6000 ejemplares con un valor de 100 colones cada periódico. Adentro del periódico notamos diversos temas datos e incluso problemas cantonales que vienen acompañados de alguna que otra página de publicidad.

## Política
La municipalidad de La Unión posee nueve asientos para regidores, que en las elecciones del 2002 quedaron distribuidos así:
- 1 del Movimiento Libertario
- 1 del Independiente Obrero
- 1 de Renovación Costarricense
- 2 de Unidad Social Cristiana
- 1 de Fuerza Democrática
- 2 de Liberación Nacional

En el 2006 se reduce la cantidad de partidos representados drásticamente así:
- 2 del Movimiento Libertario
- 4 de Liberación Nacional
- 3 de Acción Ciudadana

## Curiosidades
El programa de entretenimiento de lucha libre "Titanes en el Ring" visitó Costa Rica como parte de su gira latinoamericana entre 1973 y 1974. En ese momento, una celebridad local de La Unión, Gerardo Wenceslao Villalobos, apodado G.W., postulaba su candidatura presidencial. "Titanes en el Ring" se presentó en la plaza de toros de Zapote y no en la plaza González Víquez, como muchos creen. Durante el evento, de repente, todo el lugar empezó a corear "¡G.W.!¡G.W.!", por lo que el presentador de "Titanes en el Ring", Martin Karadagián, se disgustó y retó a "ese tal G.W." a luchar. Aconteció que la pelea entre Martín Karadagián y G.W.  desenlazó en un "empate", pues Martín no podía perder como sempiterno "Campeón del Mundo". No obstante, Gerardo Wenceslao recibió un premio de diez mil colones, que invirtió en reparar el salón de actos de la Escuela Central de Tres Ríos, recién dañado por un incendio.
Como dato curioso, G.W. tiroteó la casa del controvertido empresario estadounidense Robert Vesco unos años después.